# Taufbecken Notre-Dame-de-l’Assomption (Aulnoy)

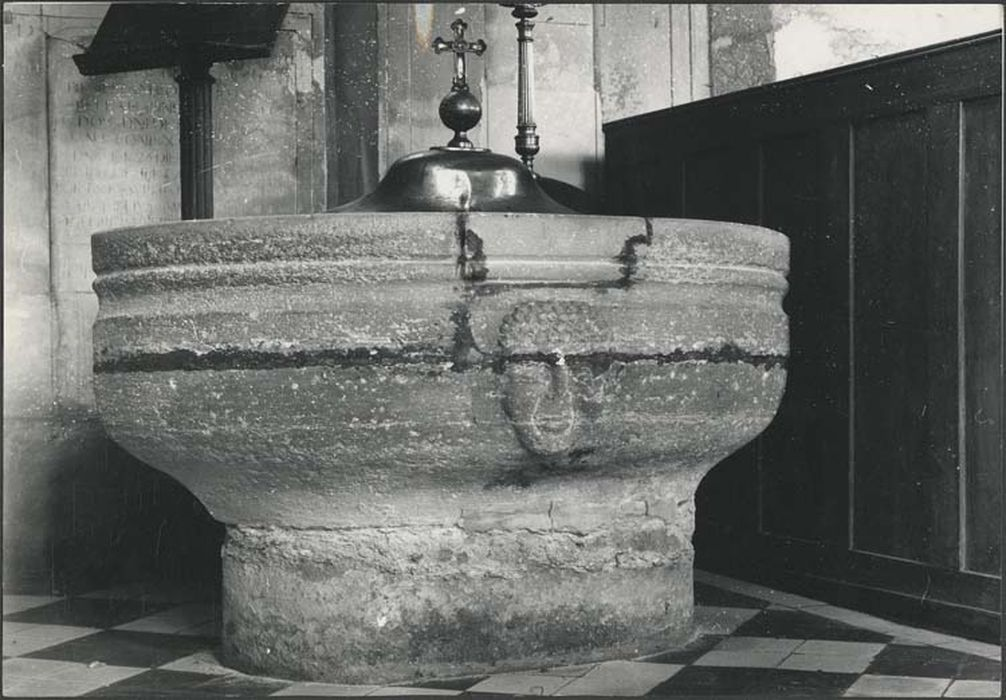
Taufbecken in Aulnoy

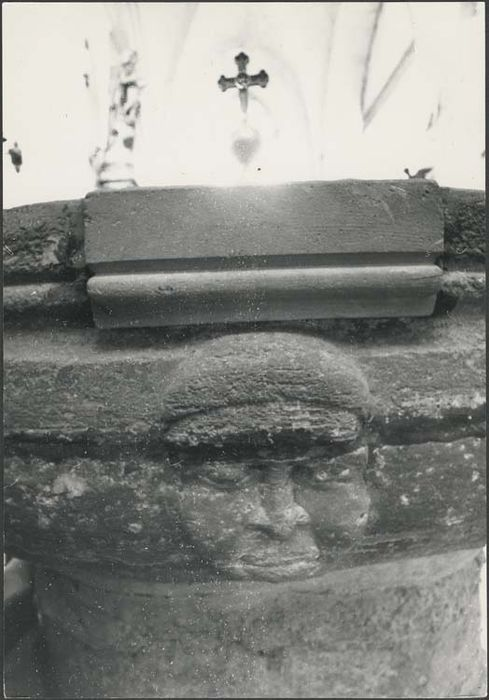
Detail mit Kopf

Das Taufbecken in der Kirche Notre-Dame-de-l’Assomption in  Aulnoy, einer französischen Gemeinde im Département Seine-et-Marne in der Region Île-de-France, wurde im 13. Jahrhundert geschaffen.  
Im Jahr 1972 wurde das Taufbecken als Monument historique in die Liste der geschützten Objekte (Base Palissy) in Frankreich aufgenommen.
Das 90 cm hohe und 1,20 Meter breite Taufbecken ist an seinen beiden Längsseiten mit einem menschlichen Kopf geschmückt.  
Die Abdeckung aus Kupfer mit einem Kreuz stammt aus dem 18. Jahrhundert.